# Чубара
Чубара (рум. Ciubara) — село в Ришканському районі Молдови. Входить до складу комуни, адміністративним центром якої є село Васілеуць.
Більшість населення — українці. Згідно з даними перепису населення 2004 року — 353 особи (82 %).